# Ånäset
Ånäset – miejscowość (tätort) w Szwecji, w regionie administracyjnym (län) Västerbotten, w gminie Robertsfors.
Według danych Szwedzkiego Urzędu Statystycznego liczba ludności wyniosła: 603 (31 grudnia 2015), 580 (31 grudnia 2018) i 596 (31 grudnia 2019).